# منصورآباد (مانه و سملقان)
منصورآباد روستایی در دهستان جیرانسو بخش مرکزی شهرستان مانه و سملقان استان خراسان شمالی ایران است.
تمامی ساکنین این روستا اصالت عشایری دارند و از ایل بزرگ قهرمانلو می‌باشند که از زیرشاخه های ایل بزرگ زعفرانلو میباشد،و اصالتا ریشه در کوهستان شاه جهان قوچان روستای قره گل دارند.
آنها به زبان کردی کرمانژی صحبت میکنند،
آخرین خان منطقه به نام ثارالله خان کشاورز قهرمانلو زمامدار این طایفه بوده است،در حال حاضر ساکنین روستا تماما فرزندان و برادرزادگان ایشان می‌باشند.
این روستا به علت شرایط خاص آب و هوایی قطب دامداری منطقه شمال شرق خراسان شمالی محسوب میگردد.
امروزه بسیاری از افرادی که در گذشته به دلایل مختلف به شهرستان بجنورد مهاجرت کرده بودند به علت علاقه به زادگاهشان به این مکان بازمی‌گردند و باعث افزایش بی‌سابقه تعداد خانوار های روستا شده آمد.
محصولات کشاورزی این روستا شامل جو،زیره سیاه و محصولات باغی می‌باشد.
همانطور که قبلاً بیان شد ساکنین این روستا به علت شرایط خاص آب و هوایی و داشتن مراتع کافی مشغول به پرورش نژاد های کمیاب گاو از قبیل هلشتاین و سیمینتال و جرسی مشغول می‌باشند.
در تاریخ ویرایش این مقاله تعداد خانوار این روستا به ۳۲رسیده و جمعیت آن بالغ بر ۷۴نفر می‌باشد.

## جمعیت
بر پایه سرشماری عمومی نفوس و مسکن در سال ۱۳۹۵ جمعیت این مکان ۵۵ نفر (۲۱خانوار) بوده‌است.